# Liste der Naturdenkmale in Neuerburg
Die Liste der Naturdenkmale in Neuerburg nennt die im Gemeindegebiet von Neuerburg ausgewiesenen Naturdenkmale (Stand 13. April 2024).

## Naturdenkmale
| Nr.         | Bezeichnung                          | Lage                                               | Beschreibung                                  | Bild                                    |
| ----------- | ------------------------------------ | -------------------------------------------------- | --------------------------------------------- | --------------------------------------- |
| ND-7232-496 | Linden bei der Kreuzkapelle          | östlich des Ortes; Abteilung Beim Heiligkreuz Lage | Tilia sp., sieben von ursprünglich elf Bäumen | Direkt Bild zu diesem Denkmal hochladen |
| ND-7232-497 | Linde im Garten des Alten Forstamtes | Burgstraße, bei Nr. 4 Lage                         | Tilia sp.                                     | Direkt Bild zu diesem Denkmal hochladen |